# セウォリス・シャーリー (第10代フェラーズ伯爵)

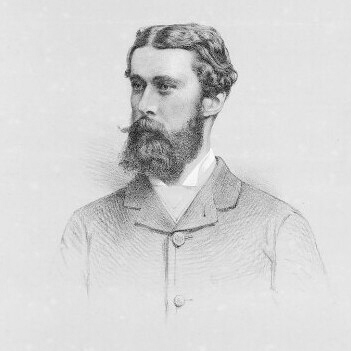
第10代フェラーズ伯爵、1879年出版。

第10代フェラーズ伯爵セウォリス・エドワード・シャーリー（英語: Sewallis Edward Shirley, 10th Earl Ferrers、1847年1月24日 – 1912年7月26日）は、グレートブリテン貴族。

## 生涯
第9代フェラーズ伯爵ワシントン・セウォリス・シャーリーと妻オーガスタ・アナベラ（Augusta Annabella、旧姓チチェスター（Chichester）、1826年6月20日 – 1914年10月9日、第4代ドニゴール侯爵エドワード・チチェスターの娘）の息子として、1847年1月24日にチャートリー城で生まれ、同地で洗礼を受けた。1859年3月13日に父が死去すると、フェラーズ伯爵位を継承した。1864年8月22日にケンブリッジ大学トリニティ・カレッジに入学、1867年にB.A.の学位を、1871年にM.A.の学位を修得した。
1868年2月8日にスタッフォードシャー・ヨーマンリー連隊の中尉に任命され、1871年6月に辞任した。
1869年2月8日、スタッフォードシャーの副統監に任命された。ほかにもダービーシャー治安判事を務めた。1883年時点でスタッフォードシャーに6,862エーカーの、レスターシャーに1,801エーカーの、ダービーシャーに3エーカーの領地を所有しており、合計で年収12,707ポンド相当だった。スタッフォードシャーのチャートリー（Chartley）に地所を有したが、1904年に売却した。
政治では保守党に属した。
1896年までに聖ジョン名誉騎士団のナイト・オブ・ジャスティスに叙された。また、フリーメイソンの一員だった。
1912年7月26日にストーントン・ハロルドで死去、8月1日に埋葬された。息子がおらず、爵位は6代伯爵の弟ウォルターの玄孫にあたるウォルター・ナイト・シャーリーが継承した。

## 家族
1885年10月24日、アイナ・モード・ヘッジス＝ホワイト（Ina Maude Hedges-White、1852年5月20日 – 1907年6月8日、第3代バントリー伯爵ウィリアム・ヘッジス＝ホワイトの娘）と結婚したが、2人の間に子供はいなかった。